# Pimpinella evoluta
Pimpinella evoluta är en flockblommig växtart som först beskrevs av Charles Baron Clarke, och fick sitt nu gällande namn av Minosuke Hiroe. Pimpinella evoluta ingår i släktet bockrötter, och familjen flockblommiga växter. Inga underarter finns listade i Catalogue of Life.